# إيرمتراود مورجنر
إيرمتراود مورجنر Irmtraud Morgner (ولدت في 22 أغسطس 1933 في شيمنيتس - وماتت في 6 مايو 1990 في برلين) هي أديبة ألمانية.

## حياتها
كان أبوها يعمل سائق قطار. درست علوم اللغة الألمانية وآدابها وعلوم الأدب في جامعة لايبزج. عملت مساعدة في تحرير مجلة الأدب الألماني الجديد Neue deutsche Literatur بين عامي 1956 و 1958. تفرغت للكتابة الحرة في عام 1958 في برلين.
بعد عدة أعمال قصصية في أسلوب الواقعية الاشتراكية، حققت إيرمتراود مورجنر نجاحها الأول في عام 1968 بروايتها «زفاف في القسطنطينية» Hochzeit in Konstantinopel. وتميزت الرواية بالمزج بين الفانتازيا وأحداث الحياة اليومية الواقعية من وجهة نظر أنثوية. كتبت بعد ذلك عدة روايات منها «حياة ومغامرة المغنية بياتريس» ورواية «أماندا» وحققت بتلك الروايات نجاحا لدي جمهور القارئات خصوصا سواء في ألمانيا الشرقية أو الغربية. وفي الثمانينات قامت بعدة جولات في البلاد الغربية منها إلى الولايات المتحدة وسويسرا، كذلك ألقت محاضرات بصفتها محاضرة زائرة في عام 1987 و 1988 في جامعة زيورخ. ولم تستطع الكاتبة إتمام الجزء الثالث من ثلاثيتها «زالمان» بسبب إصابتها عام 1987 بالسرطان؛ وظهرت قطع منها بعد وفاتها بعنوان «العهد البطولي» Das heroische Testament.
وكانت عضوة في مجلس إدارة اتحاد الكتاب في ألمانيا الشرقية. وحصلت على عدة جوائز:
- جائزة هاينريش مان من أكاديمية الفنون في ألمانيا الشرقية 1975
- الجائزة القومية من ألمانيا الشرقية من الدرجة الثالثة 1977
- جائزة روزفيتا من مدينة باد جادرسهايم 1985

## من أعمالها
- بيت على أطراف المدينة 1962
- زفاف في القسطنطينية 1968
- حياة ومغامرة المغنية بياتريس 1974
- أماندا 1983
- رومبا في ذات خريف 1992
- العهد البطولي 1998
- قصص 2006

## روابط خارجية
- إيرمتراود مورجنر على موقع مونزينجر (الألمانية)